# Le Bal des génies
Pour plus de détails, voir Fiche technique et Distribution.
Le Bal des génies est un des documentaires de référence sur les Gnaouas, musiciens-guérisseurs du Maroc, réalisé en 1999 par le Français Pierre Guicheney.

## Synopsis
Marrakech : une plongée dans le monde secret et chaleureux des Gnaouas : musiciens, prêtresses et initiés du culte de possession des descendants d’esclaves marocains. Ahmed Baqbou, un des plus grands maîtres de musique gnaoua vivants, guide le spectateur dans cet univers où esprit festif, virtuosité musicale et présence de l’invisible pouvoir des génies se conjuguent avec bonheur.

## Fiche technique
- Titre : Le Bal des génies
- Réalisateur : Pierre Guicheney
- Production : Les Films du Village, TLT, ZARADOC
- Langue : français
- Format : Digital Betacam
- Genre : documentaire
- Durée : 52 minutes
- Date de réalisation : 1999
- Soutiens : CNC Direction de la Musique et de la Danse Ministère de la Culture et de la Communication (France).